# Croft, Leicestershire
Croft är en ort och civil parish i Storbritannien.   Den ligger i grevskapet Leicestershire och riksdelen England, i den södra delen av landet, 140 km nordväst om huvudstaden London. Croft ligger 77 meter över havet och antalet invånare är 1 770.
Terrängen runt Croft är huvudsakligen platt. Croft ligger nere i en dal. Runt Croft är det tätbefolkat, med 982 invånare per kvadratkilometer. Närmaste större samhälle är Leicester, 11,9 km nordost om Croft. Trakten runt Croft består till största delen av jordbruksmark.